# Península Adelaide

A Península Adelaide (Iluilik), lar ancestral dos Illuilirmiut Inuit, é uma grande península em Nunavut, Canadá. Fica a sul da Ilha King William. O seu nome homenageia a Rainha Adelaide, consorte de Guilherme IV do Reino Unido.
Em 1839 foi atingida por oeste por Peter Warren Dease e Thomas Simpson. Starvation Cove, na ponta norte da península, foi o ponto mais meridional que atingiram os sobreviventes da fatídica expedição de 1845–48 liderada por John Franklin em busca de ajuda.